# Salix myrsinifolia
Saule noircissant
Espèce
Classification APG III (2009)
Salix myrsinifolia, le Saule noircissant, est une espèce de plantes à fleurs de la famille des Salicaceae. C'est un arbrisseau de 1 à 4 mètres.

## Synonymie
Selon BioLib (31 déc. 2016) :
- Salix kolaënsis Schljakov
- Salix myrsinites Hoffm. non L.
- Salix nigricans Sm.

## Description

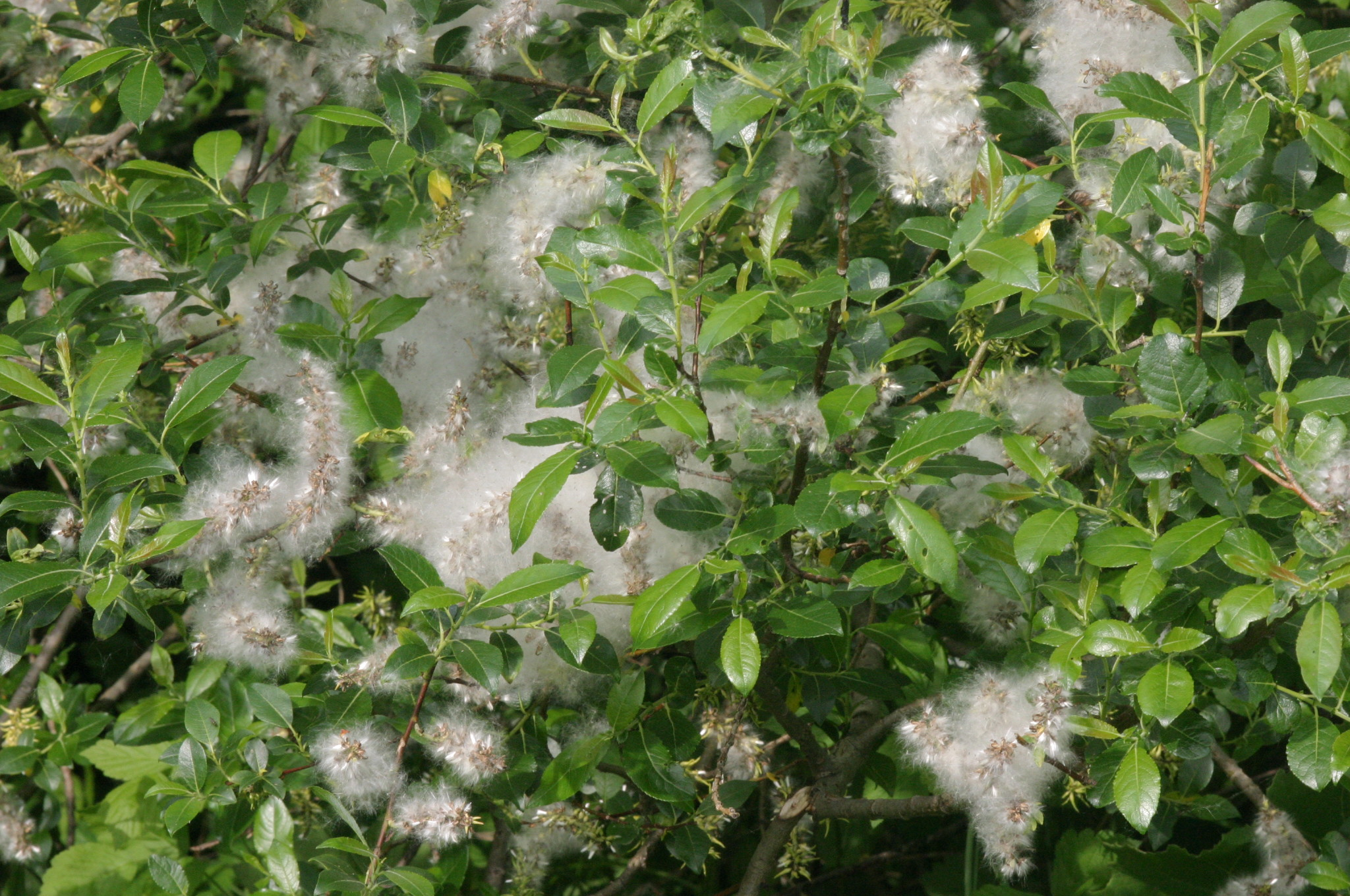
Chatons femelles cotonneux.

Les jeunes rameaux et les bourgeons du saule noircissant sont pubescents.
Le bois nu et strié en long porte des feuilles pétiolées, ovales ou oblongues-lancéolées, aiguës ou acuminées, ondulées-crénelées, vertes en dessus, glauques-pubescentes et faiblement nervées-réticulées en dessous, noircissant sur le sec.
Les stipules sont à sommet droit.

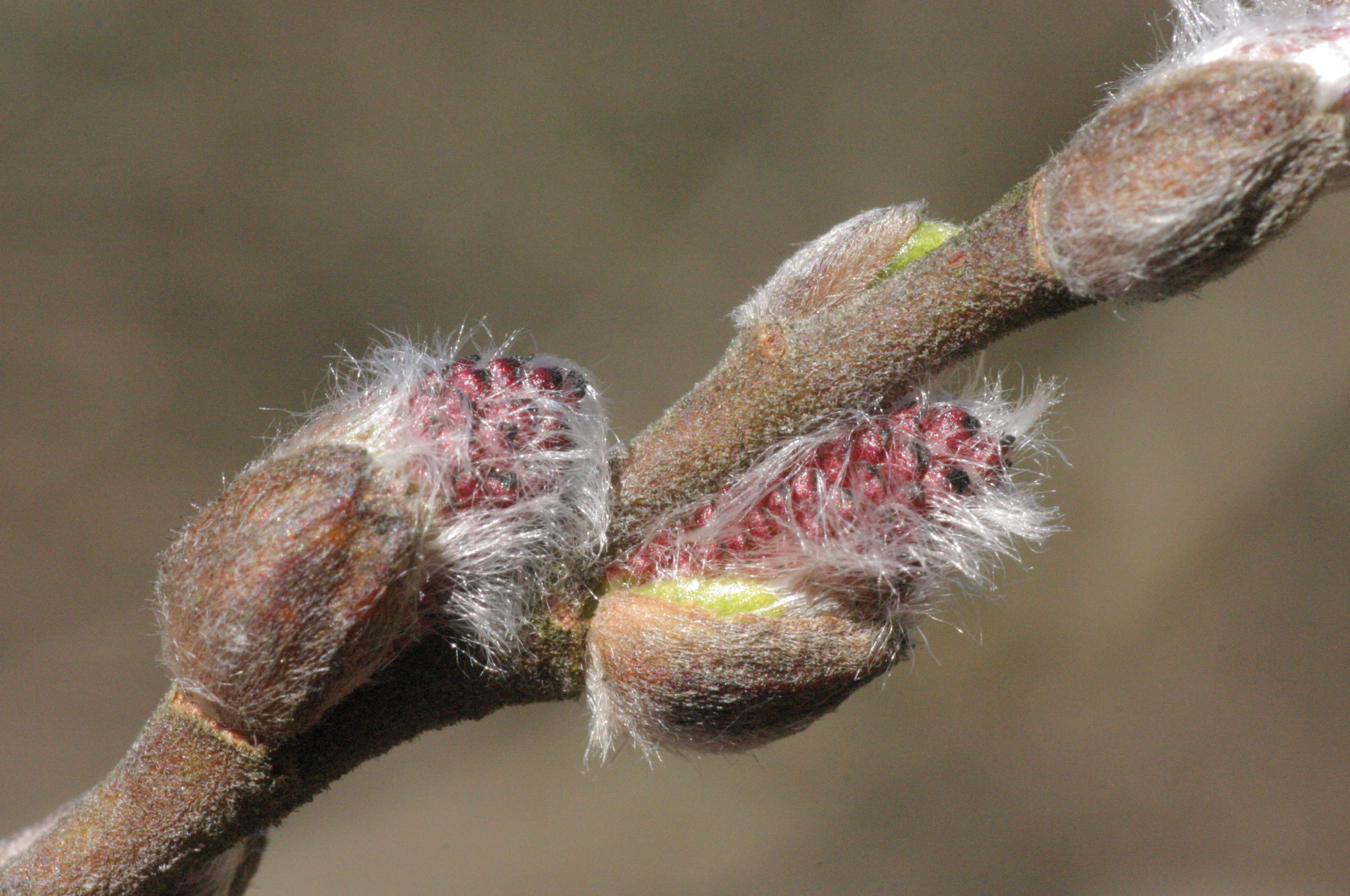
Chatons de saule noircissant émergeant des bourgeons

Les chatons sont précoces, courtement pédonculés, avec des feuilles à la base. Les chatons mâles sont ovoïdes, chaque fleur porte 2 étamines libres, à anthères jaunes. Les chatons femelles sont longs et lâches, à écailles barbues et brunâtres au sommet, chaque fleur possède un long style. La capsule est glabre ou poilue, à pédicelle 3 à 4 fois plus long que la glande. La floraison a lieu d'avril à juillet.

## Distribution et habitat
Ce saule pousse dans les lieux humides des montagnes : Vosges, Jura, Alpes, Pyrénées-Orientales, Corse.
Plus généralement, on le trouve en Europe montagneuse et en Sibérie.